# Winchester (Oregon)
Winchester az Amerikai Egyesült Államok északnyugati részén, Oregon állam Douglas megyéjében elhelyezkedő önkormányzat nélküli település, a Roseburg North statisztikai körzet része. 1891. február 20-ától egy ideig városi ranggal rendelkezett.
Névadója az alapító Addison R. Flinttel érkező Heman Winchester. A település 1854-ig megyeszékhely volt. Az 1851-ben megnyílt posta első vezetője Addison Flint volt.
Az 1889-ben épült Winchester gát szerepel a történelmi helyek jegyzékében.

## Éghajlat
A település éghajlata mediterrán (a Köppen-skála szerint Csb).
| Hónap                                   | Jan. | Feb. | Már. | Ápr. | Máj. | Jún. | Júl. | Aug. | Szep. | Okt. | Nov. | Dec.  | Év    |
| --------------------------------------- | ---- | ---- | ---- | ---- | ---- | ---- | ---- | ---- | ----- | ---- | ---- | ----- | ----- |
| Rekord max. hőmérséklet (°C)            | 20,0 | 24,0 | 27,0 | 32,0 | 38,0 | 39,0 | 41,0 | 41,0 | 38,0  | 35,0 | 24,0 | 19,0  | 41,0  |
| Átlagos max. hőmérséklet (°C)           | 9,3  | 11,6 | 14,2 | 17,0 | 20,4 | 23,7 | 28,8 | 29,0 | 26,3  | 19,0 | 12,0 | 8,4   | 18,3  |
| Átlagos min. hőmérséklet (°C)           | 2,0  | 1,9  | 3,1  | 4,6  | 7,4  | 10,3 | 13,0 | 12,3 | 9,9   | 6,0  | 4,0  | 1,7   | 6,4   |
| Rekord min. hőmérséklet (°C)            | −7,0 | −8,0 | −4,0 | −2,0 | 0,0  | 2,0  | 7,0  | 7,0  | 2,0   | −6,0 | −7,0 | −18,0 | −18,0 |
| Átl. csapadékmennyiség (mm)             | 141  | 100  | 100  | 67   | 50   | 27   | 8    | 12   | 25    | 66   | 140  | 162   | 898   |
| Forrás: Western Regional Climate Center |      |      |      |      |      |      |      |      |       |      |      |       |       |

## Fordítás
- Ez a szócikk részben vagy egészben  a   Winchester, Oregon című angol Wikipédia-szócikk ezen változatának fordításán alapul.  Az eredeti cikk szerkesztőit annak laptörténete sorolja fel. Ez a jelzés csupán a megfogalmazás eredetét és a szerzői jogokat jelzi, nem szolgál a cikkben szereplő információk forrásmegjelöléseként.